# Peter Singer
Peter Singer (* 6. července 1946 Melbourne, Austrálie) je australský filosof a aktivista. Je profesorem univerzity v Melbourne a Princeton University. Těžištěm jeho zájmu je aplikovaná etika, především bioetika; filosofickým východiskem pak utilitarismus. Světové známým se stal prací Practical Ethics, v níž svou filosofickou pozici definuje jako preferenční utilitarismus. V roce 2014 vydal práci Point of View of the Universe, v níž se přihlásil k hedonistickému utilitarismu.

## Život
Singer pochází z židovské rodiny, jeho rodiče utekli do Austrálie v roce 1938 z Vídně po připojení Rakouska k Velkoněmecké říši. Dědeček, David Oppenheim, spolupracoval s Freudem. Singer se narodil v Melbourne, bakalářské vzdělání získal na University of Melbourne, na stejné univerzitě získal v roce 1969 magisterský titul za svou práci "Why Should I be Moral" (Proč bych měl být morální?). V dalších studiích pokračoval v Oxfordu, jako "visiting professor" strávil více než rok na New York University. Od roku 1999 působí v Princetonu. Je ženatý a má tři děti.

## Filosofie
Peter Singer je znám jednak jako zastánce práv zvířat (jeho kniha Osvobození zvířat z roku 1975 se stala impulsem celosvětového hnutí), jednak jako obhájce euthanasie, potratů či usmrcování dětí narozených s těžkým postižením. Mimo jiné je spoluzakladatelem organizace pro ochranu zvířat Animals Australia a zakladatelem organizace The Life You Can Save.

### Preferenční utilitarismus
Singer morální povinnost k bytostem definuje do tří kategorií:
1 - Bytosti bez vědomí- rostliny apod. Nemají centrální nervový systém a nemohou pociťovat bolest či slast. Z toho vychází naše nulová etická povinnost k takovým bytostem, lze s nimi volně nakládat.
2- Cítící bytosti s vědomím - živočichové. Mají centrální nervový systém, mohou tudíž pociťovat bolest a slast. Naše etická povinnost k takovým bytostem vychází z pozic klasického utilitarismu, nakládat s nimi tedy lze tak, abychom ve světě zvyšovali množství slasti. Tyto bytosti nicméně nemají vědomí sebe sama, jsou proto zaměnitelné.
3- Osoby - lidé. Mají vědomí sebe sama a zároveň si uvědomují svou minulost i budoucnost. Právě k nim se vztahuje preferenční utilitarismus: jejich preference musíme brát v úvahu, pokud se jich naše jednání jakkoliv dotýká, přičemž všechny mají stejnou hodnotu (tedy jedna preference nepřevyšuje druhou). Nelze je nahradit (na rozdíl od cítících bytostí) a mají individuální právo na život.

### Efektivní altruismus a světová chudoba

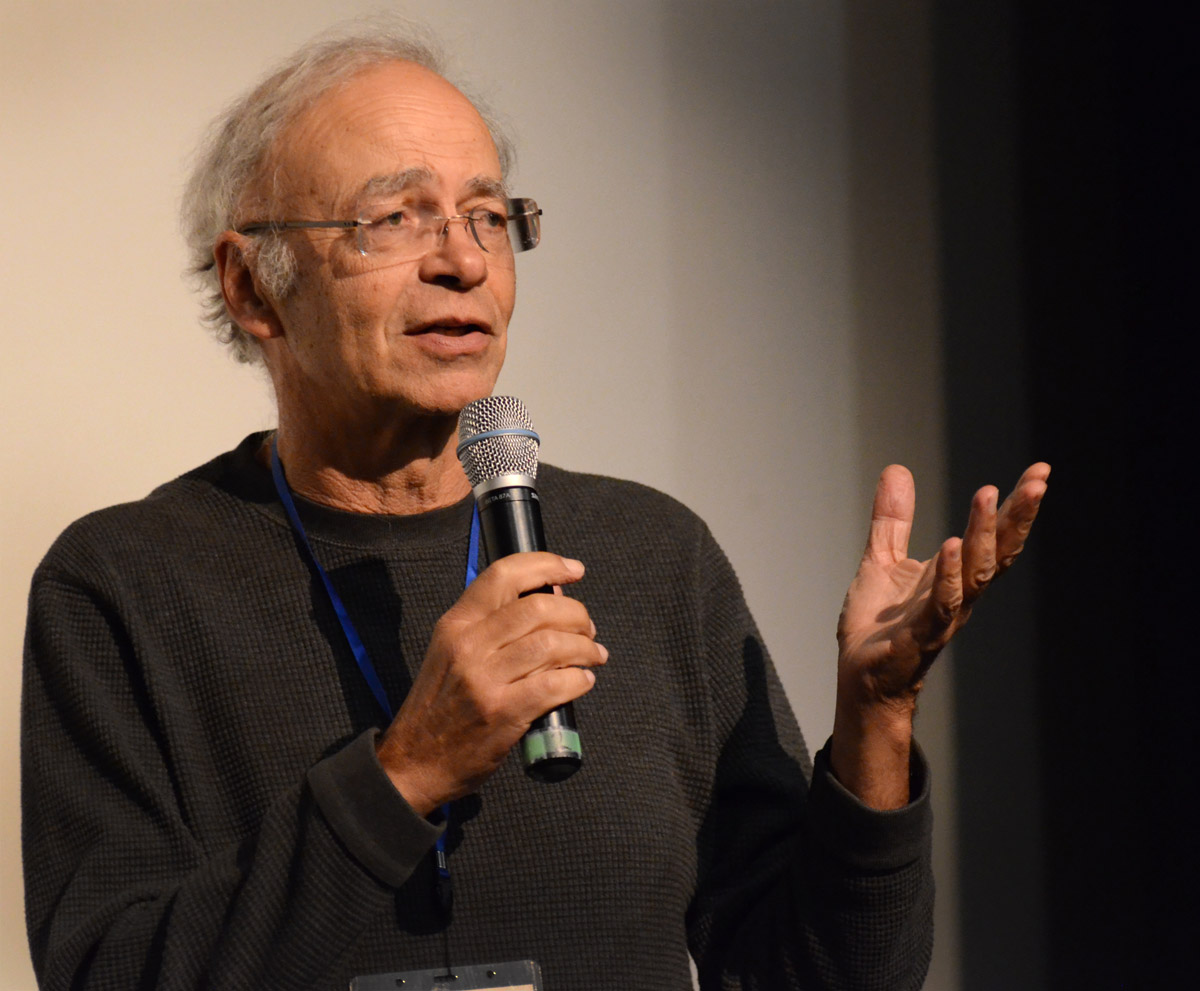
Singer na konferenci efektivních altruistů v Melbourne v roce 2015

Singerovy myšlenky přispěly ke vzestupu efektivního altruismu. Singer tvrdí, že cílem lidí by nemělo být pouze snížit utrpení, ale dosáhnout snížení utrpení co nejefektivněji. Zatímco Singer dlouho zdůrazňoval morální imperativ snížit chudobu a odstranit utrpení zvířat, zejména v masném průmyslu, ve své knize The Most Good You Can Do z roku 2015 píše o tom, jak efektivní altruistické hnutí dosáhnout těchto cílů efektivněji . Singer je členem správní rady Animal Charity Evaluators, organizace která hodností efektivitu charit a intervencí cílících na snížení utrpení zvířat. 
The Life You Can Save (TLYCS), nezisková organizace kterou Signer založil, také doporučuje charitativní organizace, které GiveWell (nezávislý evaluátor charit) hodnotí jako nejúčinnější, pokud jde o pomoc lidem v extrémní chudobě. Singer založil TLYCS poté, co Singer vydal v roce 2009 stejnojmennou knihu, ve které vyzývá lidi aby přispívali charitativním organizacím, které pomáhají vymýtit globální chudobou. Zejména rozšiřuje některé argumenty uvedené ve své eseji z roku 1972 „Hladomor, blahobyt a morálka“, ve kterém tvrdí, že lidé v bohatých zemích mají morální povinnost přispívat aspoň část svého disponibilního příjmu charitativním organizacím, které pomáhají extrémně chudým. Podporuje tento argument „analogií tonoucího se dítěte“, ve které zmiňuje, že většina lidí by zachránila dítě topící se v rybníce, i pokud by to vedlo k potrhání jejich drahého oblečení, takže si zřejmě vážíme lidského života více než našeho pohodlí a luxusu. Z toho Singer vyvozuje, že bychom měli věnovat efektivním charitám významnou část peněz, které bychom jinak utratili za zboží poskytující pohodlí a luxus. 
Od listopadu 2009 je Singer členem mezinárodní organizace Giving What We Can, jejíž členové se zavázali věnovat alespoň 10% svého příjmu efektivním charitám. 

## Kritika
Jeho preferenční utilitarismus je chápán čistě aktualisticky, osoba tedy nemusí být osobou vždy, například embryo, osoba v komatu či novorozenec nemusí být osobami, ale pouze druhou kategorií, cítícími bytostmi s vědomím. Na druhé straně například šimpanzi či velryby jsou podle Singera minimálně v některých situacích osobami. Singer proto nepřikládá embryím starším 18 týdnů žádnou hodnotu o sobě, jsou vzájemně zaměnitelná, protože spadají do druhé kategorie. Ze stejné pozice vychází i jeho obhajoba eutanazie.
Singerovi je vytýkáno jeho aktualistické pojetí osoby, jádrem argumentace je fakt, že osobami mohou být pouze lidé. Dále je mu vytýkáno opomíjení argumentací přirozeného práva.

## Publikace

### České překlady
- Hegel (Hegel), český překlad: Jaromír Loužil, Praha: Argo, 1995
- Osvobození zvířat (Animal Liberation), český překlad: Zuzana Gabajová, Zdeněk Janík, Praha: Práh, 2001
- Darwinovská levice, Politika, evoluce a spolupráce, český překlad: Denis Kostomitsopoulos, Praha: Filosofia, 2016

### V angličtině (výběr)
- How Are We to Live? Ethics in an Age of Self-interest (Jak máme žít? Etika ve věku prospěchářství),Oxford: Oxford University Press, 1995
- One World: The Ethics of Globalisation (Jeden svět, Etika globalizace), New Haven: Yale University Press, 2002
- The Life You Can Save: Acting Now to End World Poverty (Život, který můžeš zachránit: Směrem ke konci světové bídy). New York: Random House, 2009
- Practical Ethics (Praktická etika), 3. vydání, Cambridge: Cambridge University Press, 2011
- The Most Good You Can Do: How Effective Altruism Is Changing Ideas About Living Ethically (To největší dobro, které můžeš vykonat: Jak účinný altruizmus mění představy o etickém životě), New Haven: Yale University Press, 2015

### Editované práce (výběr)
- Applied Ethics (Aplikovaná etika), Oxford University Press, Oxford, 1986
- Ethics (Etika), Oxford University Press, Oxford, 1994
- The Greens (Zelení), Text Publishing, Melbourne, 1996
- A Companion to Bioethics (Průvodce bioetikou), Blackwell, Oxford, 1998
- In Defense of Animals. The Second Wave (Ochrana zvířat. Druhá vlna), Blackwell, Oxford, 2005